# Alveopora minuta
Alveopora minuta е вид корал от семейство Poritidae. Видът е застрашен от изчезване.

## Разпространение
Разпространен е в Австралия, Индонезия, Малайзия, Папуа Нова Гвинея, Сингапур, Соломонови острови, Тайланд и Филипини.